# علي كايا
علي كايا مواليد 20 أبريل 1994 في كينيا، هو عداء تركي من أصل كيني. متخصص في ركض المسافات الطويلة. أحرز الميدالية الذهبية في بطولة أوروبا لألعاب القوى داخل الصالات سنة 2015.

## الميداليات
| الميدالية | المسابقة                                    |
| --------- | ------------------------------------------- |
| برونزية   | بطولة أوروبا لألعاب القوى 2014              |
| ذهبية     | بطولة أوروبا لألعاب القوى داخل الصالات 2015 |

## روابط خارجية
- علي كايا على موقع الاتحاد الدولي لألعاب القوى (الإنجليزية)
- علي كايا على موقع الدوري الماسي (الإنجليزية)
- علي كايا على موقع اللجنة الأولمبية الدولية (الإنجليزية)
- علي كايا على موقع أوليمبيديا (الإنجليزية)
- علي كايا على موقع اللجنة الأولمبية التركية (التركية)